# فهرست برندگان جایزه نوبل فیزیک

جایزه نوبل فیزیک (به سوئدی: Nobelpriset i fysik) هر ساله توسط آکادمی سلطنتی علوم سوئد به دانشمندان در زمینه‌های مختلف فیزیک تعلق می‌گیرد. این یکی از پنج جایزهٔ نوبل است که در سال ۱۸۹۵ توسط آلفرد نوبل برای مشارکتهای برجسته در زمینه‌های فیزیک، شیمی، ادبیات، اقتصاد٬ صلح و فیزیولوژی یا پزشکی اهدا می‌شود.
این جایزه توسط بنیاد نوبل اداره می‌شود و توسط یک کمیته که متشکل از پنج عضو منتخب آکادمی علوم سلطنتی سوئد هستند به برندگان اعطا می‌شود.
اولین جایزهٔ نوبل فیزیک در سال ۱۹۰۱ به ویلهلم کنراد رونتگن از آلمان اهدا شد. هر جایزه شامل یک مدال، یک دیپلم افتخار و جایزهٔ نقدی است که در طول سال‌های مختلف مقدار آن متفاوت بوده‌است.
در سال ۱۹۰۱، مقدار جایزهٔ رونتگن، ۱۵۰٬۷۸۲ کرون بود که در دسامبر ۲۰۰۷ برابر با ۷٬۷۳۱٬۰۰۴ کرون است. در سال ۲۰۰۸، این جایزه به ماکوتو کوبایاشی و شیهید ماسکاوا که مقدار آن ۱۰٬۰۰۰٬۰۰۰ کرون سوئد (اندکی بیش از € ۱ میلیون، یا ۱٫۴ میلیون دلار آمریکا) بود اهدا شد.
این جایزه سالانه در استکهلم در تاریخ ۱۰ دسامبر برابر با سالگرد درگذشت آلفرد نوبل به برندگان اهدا می‌شود.
جان باردین تا به حال دو بار در سال ۱۹۵۶ و ۱۹۷۲ برندهٔ این جایزه شده‌است. همچنین ماری کوری در فیزیک سال ۱۹۰۳ و شیمی در سال ۱۹۱۱ برندهٔ جایزهٔ نوبل شده‌است. ویلیام لورنس براگ جوان‌ترین برندهٔ این جایزه است؛ او این جایزه را در سال ۱۹۱۵ در ۲۵سالگی به‌دست‌آورد.
ماری کوری، ماریا ژئوپرت مایر (سال ۱۹۶۳) و دانا استریکلند (سال ۲۰۱۸) تنها زنانی هستند که برنده این جایزه شده‌اند.
از سال ۱۹۰۱ تا سال ۲۰۱۶ این جایزه به ۲۰۳ نفر اهدا شده‌است. جایزهٔ نوبل فیزیک در سال‌های ۱۹۱۶، ۱۹۳۱، ۱۹۳۴، ۱۹۴۰، و ۱۹۴۲ به هیچ‌کس اعطا نشد.

## برندگان
۱۹۰۱–۱۹۲۰ ·
۱۹۲۱–۱۹۴۰ ·
۱۹۴۱–۱۹۶۰ ·
۱۹۶۱–۱۹۸۰ ·
۱۹۸۱–۲۰۰۰ ·
۲۰۰۱–۲۰۲۰ ·
۲۰۲۱–۲۰۳۰

## ۱۹۰۱–۱۹۲۰
| سال اهدا | برندگان نوبل فیزیک[الف] | برندگان نوبل فیزیک[الف]  | ملیت[ب]             | بر اساس[پ]                                                                                              |
| -------- | ----------------------- | ------------------------ | ------------------- | --- |
| ۱۹۰۱     |                         | ویلهلم رونتگن            | آلمان               | کشف پرتوهای رونتگن پرتوهای ایکس                                                                         |
| ۱۹۰۲     |                         | هندریک لورنتز            | هلند                | تأثیر مغناطیس بر تابش یا اثر زیمان                                                                      |
| ۱۹۰۲     | پیتر زیمان              |                          | هلند                | تأثیر مغناطیس بر تابش یا اثر زیمان                                                                      |
| ۱۹۰۳     |                         | هانری بکرل               | فرانسه              | کشف پرتوزایی خودبه‌خودی، مطالعه پدیده‌های تابشی در کشف رونگتن                                             |
| ۱۹۰۳     |                         | پیر کوری                 | فرانسه              | برای تحقیق مشترک دربارۀ پدیدۀ رادیو اکتیویته که توسط بکرل کشف شده‌بود.                                   |
| ۱۹۰۳     |                         | ماری کوری                | لهستان فرانسه       | برای تحقیق مشترک دربارۀ پدیدۀ رادیو اکتیویته که توسط بکرل کشف شده‌بود.                                   |
| ۱۹۰۴     |                         | لرد ریلی                 | بریتانیا            | بررسی چگالی گازها و کشف آرگون                                                                           |
| ۱۹۰۵     |                         | فیلیپ لنارت              | آلمان               | کار بر روی پرتوهای کاتدی                                                                                |
| ۱۹۰۶     |                         | جوزف جان تامسون          | بریتانیا            | رسانش الکتریکی گازها                                                                                    |
| ۱۹۰۷     |                         | آلبرت آبراهام مایکلسون   | ایالات متحده آمریکا | ساخت سنجش افزارهای دقیق اپتیکی و کاربردهای طیف نمایی و سنجه شناختی                                      |
| ۱۹۰۸     |                         | گابریل لیپمن             | فرانسه              | روش بازآفرینی رنگ در عکاسی بر اساس پدیده تداخل                                                          |
| ۱۹۰۹     |                         | گولیلمو مارکونی          | ایتالیا             | توسعه ارتباط تلگرافی بی‌سیم                                                                              |
| ۱۹۰۹     |                         | کارل فردیناند برون       | آلمان               | توسعه ارتباط تلگرافی بی‌سیم                                                                              |
| ۱۹۱۰     |                         | یوهان دیدریک وان در والس | هلند                | ارایه معادلات حالت گازها و مایعات                                                                       |
| ۱۹۱۱     |                         | ویلهلم وین               | آلمان               | به خاطر کشف قوانین تابش گرما                                                                            |
| ۱۹۱۲     |                         | گوستاف دالن              | سوئد                | به خاطر اختراع تنظیم‌کننده‌های خودکار، که در فانوسهای دریایی و راهنماهای شناور به کار می‌رود، فانوس دریایی |
| ۱۹۱۳     |                         | هایک کامرلینگ اونس       | هلند                | پژوهش دربارهٔ فیزیک دماهای پایین و تولید هلیم مایع                                                       |
| ۱۹۱۴     |                         | ماکس فون لائو            | آلمان               | برای کشف تفرق پرتوهای ایکس توسط بلورها                                                                  |
| ۱۹۱۵     |                         | ویلیام هنری براگ         | بریتانیا            | تحلیل ساختار بلوری توسط پرتوهای ایکس                                                                    |
| ۱۹۱۵     | ویلیام لورنس براگ       |                          | بریتانیا            | تحلیل ساختار بلوری توسط پرتوهای ایکس                                                                    |
| ۱۹۱۶     | اعطا نشده               | اعطا نشده                | اعطا نشده           | اعطا نشده                                                                                               |
| ۱۹۱۷     |                         | چارلز گلوور بارکلا       | بریتانیا            | کشف پرتوی ایکس مشخصه عناصر                                                                              |
| ۱۹۱۸     |                         | ماکس پلانک               | آلمان               | برای خدمات او به پیشرفت فیزیک با کشف کوانتای انرژی                                                      |
| ۱۹۱۹     |                         | یوهانس اشتارک            | آلمان               | کشف اثر دوپلر در پرتوهای کانالی و شکافته شدن خطوط طیفی تحت تأثیر میدان الکتریکی                         |
| ۱۹۲۰     |                         | شارل ادوارد گیوم         | سوئیس               | به خاطر کشف ناهنجاری‌های آلیاژ فولاد-نیکل که برای ساخت ابزار اندازه‌گیری دقیق فیزیکی کاربرد دارد          |

## ۱۹۲۱–۱۹۴۰
| سال  | برندگان نوبل فیزیک[الف] | برندگان نوبل فیزیک[الف] | ملیت[ب]         | بر اساس[پ] |
| ---- | ----------------------- | ----------------------- | --------------- | --- |
| ۱۹۲۱ |                         | آلبرت اینشتین           | آلمان آمریکا    | به خاطر خدماتش به فیزیک نظری و به خصوص به دلیل توضیح‌هایش در مورد اثرهای فوتوالکتریک                                       |
| ۱۹۲۲ |                         | نیلز بور                | دانمارک         | به خاطر پژوهش بر ساختار اتمی و تابشهای اتمی                                                                               |
| ۱۹۲۳ |                         | رابرت میلیکان           | آمریکا          | برای اندازه‌گیری بار الکتریکی بنیادی و پژوهش بر اثر فتو الکتریک                                                            |
| ۱۹۲۴ |                         | کارل مان گیورگ سیگبن    | سوئد            | کشف و پژوهشهای او دربارهٔ طیف نمایی پرتوی ایکس                                                                             |
| ۱۹۲۵ |                         | جیمز فرانک              | آلمان           | کشف قوانین برخورد الکترونها به اتم                                                                                        |
| ۱۹۲۵ |                         | گوستاو هرتز             | آلمان           | کشف قوانین برخورد الکترونها به اتم                                                                                        |
| ۱۹۲۶ |                         | ژان باتیست پرن          | فرانسه          | پژوهش بر روی نا پیوستگی در ساختار ماده و به ویژه کشف تعادل رسوب گذاری                                                     |
| ۱۹۲۷ |                         | آرتور هالی کامپتون      | آمریکا          | کشف اثری که به نام او نام‌گذاری شد، اثر کامپتون                                                                            |
| ۱۹۲۷ |                         | چارلز تامسون ریس ویلسون | بریتانیا        | کشف روش آشکارسازی مسیر ذرات باردار در بخار متراکم                                                                         |
| ۱۹۲۸ |                         | اون ویلانز ریچاردسون    | بریتانیا        | کار بر روی پدیده ترمیونیک و به خصوص برای کشف قانونی که به نام او نام‌گذاری شد                                              |
| ۱۹۲۹ |                         | لویی دوبروی             | فرانسه          | کشف طبیعت موجی الکترون‌ها                                                                                                  |
| ۱۹۳۰ |                         | سی وی رامان             | هند             | به خاطر کار بر روی تفرق نور و کشف اثری که به نام او نام‌گذاری شد، پراکندگی رامان                                           |
| ۱۹۳۱ | اعطا نشده               | اعطا نشده               | اعطا نشده       | اعطا نشده |
| ۱۹۳۲ |                         | ورنر کارل هایزنبرگ      | آلمان           | به خاطر ابداع مکانیک کوانتمی که کاربردهای آن علاوه بر چیزهای دیگر به کشف فرم‌های الوتروپیک هیدروژن انجامید، مکانیک کوانتوم |
| ۱۹۳۳ |                         | آروین شرودینگر          | اتریش           | کشف مدل‌های جدید پرباری در نظریه اتمی                                                                                      |
| ۱۹۳۳ |                         | پل دیراک                | بریتانیا آمریکا | کشف مدل‌های جدید پرباری در نظریه اتمی                                                                                      |
| ۱۹۳۴ | اعطا نشده               | اعطا نشده               | اعطا نشده       | اعطا نشده |
| ۱۹۳۵ |                         | جیمز چدویک              | بریتانیا        | کشف نوترون |
| ۱۹۳۶ |                         | ویکتور فرانتس هس        | اتریش آمریکا    | کشف تابش کیهانی، پرتو کیهانی                                                                                              |
| ۱۹۳۶ |                         | کارل دیوید اندرسون      | آمریکا          | کشف پوزیترون |
| ۱۹۳۷ |                         | کلینتون دیویسون         | آمریکا          | کشف آزمایشگاهی تفرق الکترون‌ها توسط بلورها                                                                                 |
| ۱۹۳۷ |                         | جرج پاجت تامسون         | بریتانیا        | کشف آزمایشگاهی تفرق الکترون‌ها توسط بلورها                                                                                 |
| ۱۹۳۸ |                         | انریکو فرمی             | ایتالیا آمریکا  | آزمایش وجود عناصر جدید رادیو اکتیو تولید شده توسط تابش نوترونی و به خاطر کشف واکنش هسته‌ای توسط نوترون‌های کند.             |
| ۱۹۳۹ |                         | ارنست ارلاندو لارنس     | آمریکا          | ابداع و تکامل سیکلوترون و نتایج به دست آمده توسط آن به خصوص شناسایی عناصر رادیو اکتیو مصنوعی، شتاب‌دهنده حلقوی             |
| ۱۹۴۰ | اعطا نشده               | اعطا نشده               | اعطا نشده       | اعطا نشده |

## ۱۹۴۱–۱۹۶۰
| سال اهدا | برندگان نوبل فیزیک[الف] | برندگان نوبل فیزیک[الف] | ملیت[ب]        | بر اساس[پ] |
| -------- | ----------------------- | ----------------------- | -------------- | --- |
| ۱۹۴۱     | اعطا نشده               | اعطا نشده               | اعطا نشده      | اعطا نشده |
| ۱۹۴۲     | اعطا نشده               | اعطا نشده               | اعطا نشده      | اعطا نشده |
| ۱۹۴۳     |                         | اتو اشترن               | آمریکا         | کمک به پیشرفت روش باریکه ملوکولی، کشف گشتاور مغناطیسی                                                                          |
| ۱۹۴۴     |                         | ایزیدور ایزاک رابی      | آمریکا         | ابداع روش تشدید برای ثبت خواص مغناطیسی هسته‌های اتم‌ها                                                                           |
| ۱۹۴۵     |                         | ولفگانگ پاولی           | اتریش          | کشف اصل طرد پاولی |
| ۱۹۴۶     |                         | پرسی ویلیام بریجمن      | آمریکا         | اختراع وسیله‌ای برای تولید فشارهای فوق‌العاده زیاد و کشفهایی که از این طریف در زمینه فیزیک فشارهای بالا داشته‌است، فیزیک فشاربالا |
| ۱۹۴۷     |                         | ادوارد ویکتور اپلتون    | بریتانیا       | پژوهش‌هایش در مورد فیزیک جو بالایی، به خصوص به خاطر کشف لایه معروف به اپلتون                                                    |
| ۱۹۴۸     |                         | پاتریک بلاکت            | بریتانیا       | تکمیل روش اتاقک ابری ویلسون، و واقعیتهایی که به وسیله این روش در زمینه‌های فیزیک هسته‌ای و تابش کیهانی کشف کرد.                  |
| ۱۹۴۹     |                         | هیدکی یوکاوا            | ژاپن           | اثبات وجود مزونها بر پایه تحقیقات نظریش دربارهٔ نیروهای هسته‌ای.                                                                 |
| ۱۹۵۰     |                         | سیسل فرانک پاول         | بریتانیا       | برای تکمیل و گسترش روش نور نگاشتی فرایندهای هسته‌ای و کشفهایش در مورد مزونها.                                                   |
| ۱۹۵۱     |                         | جان داگلاس کاکرافت      | بریتانیا       | در مورد استحاله هسته‌های اتمی به وسیله ذرات اتمی دارای شتاب.                                                                    |
| ۱۹۵۱     |                         | ارنست والتون            | ایرلند         | در مورد استحاله هسته‌های اتمی به وسیله ذرات اتمی دارای شتاب.                                                                    |
| ۱۹۵۲     |                         | فلیکس بلوخ              | سوئیس آمریکا   | به خاطر روش‌های جدید دربارهٔ اکتشافها و آزمایش‌های تشدید مغناطیسی هسته                                                            |
| ۱۹۵۲     |                         | ادوارد میلز پورسل       | آمریکا         | به خاطر روش‌های جدید دربارهٔ اکتشافها و آزمایش‌های تشدید مغناطیسی هسته                                                            |
| ۱۹۵۳     |                         | فریتز زرنیکه            | هلند           | برای اختراع میکروسکوپ تباین فاز و روش‌های مریوط به آن                                                                           |
| ۱۹۵۴     |                         | ماکس برن                | بریتانیا       | به خاطر تحقیقات بنیادی‌اش در مکانیک کوانتمی به خصوص برای تعبیر احتمالاتی او از تابع موج.                                        |
| ۱۹۵۴     |                         | والتر بوث               | آلمان          | برای ارائه روش تطابق و کشفهایش با بکارگیری این روش                                                                             |
| ۱۹۵۵     |                         | ویلیس اوژن لمب          | آمریکا         | پیدا کردن ساختار ریز طیف هیدروژن                                                                                               |
| ۱۹۵۵     |                         | پولیکارپ کوش            | آمریکا         | به منظور محاسبه دقیق گشتاور مغناطیستی الکترون                                                                                  |
| ۱۹۵۶     |                         | جان باردین              | آمریکا         | برای مطالعه و تحقیق در مورد نیمرسانها و پیدا کردن اثر ترانریستور                                                               |
| ۱۹۵۶     | والتر هاوسر براتین      |                         | آمریکا         | برای مطالعه و تحقیق در مورد نیمرسانها و پیدا کردن اثر ترانریستور                                                               |
| ۱۹۵۶     | ویلیام شاکلی            |                         | آمریکا         | برای مطالعه و تحقیق در مورد نیمرسانها و پیدا کردن اثر ترانریستور                                                               |
| ۱۹۵۷     |                         | تسونگ-دائو لی           | تایوان آمریکا  | به منظور تحقیق دربارهٔ قوانین پاریته که در نهایت منجر به کشف‌های مهمی در مورد ذرات بنیادی شد                                     |
| ۱۹۵۷     | چن نینگ یانگ            |                         | تایوان آمریکا  | به منظور تحقیق دربارهٔ قوانین پاریته که در نهایت منجر به کشف‌های مهمی در مورد ذرات بنیادی شد                                     |
| ۱۹۵۸     |                         | پاول چرنکوف             | روسیه          | به خاطر کشف و تعبیر اثر چرنکوف، تابش چرنکوف                                                                                    |
| ۱۹۵۸     | لیا فرانک               |                         | روسیه          | به خاطر کشف و تعبیر اثر چرنکوف، تابش چرنکوف                                                                                    |
| ۱۹۵۸     | ایگور یوگنیویچ تام      |                         | روسیه          | به خاطر کشف و تعبیر اثر چرنکوف، تابش چرنکوف                                                                                    |
| ۱۹۵۹     |                         | اوون چمبرلین            | آمریکا         | برای کشف پادپروتون |
| ۱۹۵۹     |                         | امیلیو گینو سگر         | ایتالیا آمریکا | برای کشف پادپروتون |
| ۱۹۶۰     |                         | دونالد آرتور گلایزر     | آمریکا         | به منظور ساخت و اختراع اتاقک حباب                                                                                              |

## ۱۹۶۱–۱۹۸۰
| سال  | برندگان نوبل فیزیک[الف]     | برندگان نوبل فیزیک[الف] | ملیت[ب]     | بر اساس[پ] |
| ---- | --------------------------- | ----------------------- | ----------- | --- |
| ۱۹۶۱ |                             | رابرت هافستاتر          | آمریکا      | «به خاطر مطالعات بدیع اش در مورد پراکنش الکترون در هسته‌های اتمی و کشفهایش در مورد ساختار نوکلئون‌ها»                       |
| ۱۹۶۱ |                             | رودولف لودویگ موسباور   | آلمان       | «برای تحقیف دربارهٔ جذب تشدیدی پرتوهای گاما و کشف اثری که به نام خود او می‌باشد.»                                           |
| ۱۹۶۲ |                             | لو لانداو               | روسیه       | «به خاطر نظریه بدیع اش دربارهٔ ماده چگال، به خصوص در مورد هلیوم مایع.»                                                     |
| ۱۹۶۳ |                             | یوجین ویگنر             | آمریکا      | «به خاطر کشف و کاربرد اصول بنیادی تقارن و تدوین نظریه هسته اتم.»                                                          |
| ۱۹۶۳ |                             | ماریا ژئوپرت مایر       | آمریکا      | «به منظور تحقیق بر روی ساختار پوسته‌ای هسته»                                                                               |
| ۱۹۶۳ |                             | جی. هانس دی. جنسن       | آلمان       | «به منظور تحقیق بر روی ساختار پوسته‌ای هسته»                                                                               |
| ۱۹۶۴ |                             | نیکولای باسوف           | روسیه       | «به خاطر کارهای اساسی اش در زمینه الکنرونیک کوانتومی، که منجر به ساخت نوسانگرها و تقویت‌کننده‌ها بر پایه اصل میزر-لیزر شد.» |
| ۱۹۶۴ | الکساندر میخایلوویچ پروخورف |                         | روسیه       | «به خاطر کارهای اساسی اش در زمینه الکنرونیک کوانتومی، که منجر به ساخت نوسانگرها و تقویت‌کننده‌ها بر پایه اصل میزر-لیزر شد.» |
| ۱۹۶۴ |                             | چارلز هارد تاونز        | آمریکا      | «به خاطر کارهای اساسی اش در زمینه الکنرونیک کوانتومی، که منجر به ساخت نوسانگرها و تقویت‌کننده‌ها بر پایه اصل میزر-لیزر شد.» |
| ۱۹۶۵ |                             | ریچارد فاینمن           | آمریکا      | «به مننظور مطالعه در مورد الکترودینامیک کوانتومی که اثرات مهمی در فیزیک ذرات بنیادی دارد.»                                |
| ۱۹۶۵ | جولیان شوینگر               |                         | آمریکا      | «به مننظور مطالعه در مورد الکترودینامیک کوانتومی که اثرات مهمی در فیزیک ذرات بنیادی دارد.»                                |
| ۱۹۶۵ |                             | سین‌ایترو تومونوجا       | ژاپن        | «به مننظور مطالعه در مورد الکترودینامیک کوانتومی که اثرات مهمی در فیزیک ذرات بنیادی دارد.»                                |
| ۱۹۶۶ |                             | آلفرد کاستلر            | فرانسه      | «برای گسترش راهکارهای اپتیکی برای تحقیق در مورد تشدید هرتزی در اتم‌ها»                                                     |
| ۱۹۶۷ |                             | هانس بته                | آمریکا      | به خاطر کارهای ارزشمند او در زمینه واکنش‌های هسته‌ای و به خصوص کشفیات او دربارهٔ تولید انرژی در ستارگان.                     |
| ۱۹۶۸ |                             | لوئیس والتر آلوارز      | آمریکا      | «به منظور گسترش و ارتقاء فیزیک ذرات بنیادی، به خصوص دربارهٔ حالتهای تشدیدی.»                                               |
| ۱۹۶۹ |                             | موری گل-مان             | آمریکا      | «به خاطر مشارکتش در طبقه‌بندی ذرات بنیادی، و برهم کنش آن‌ها و کشفهایش در این مورد»                                          |
| ۱۹۷۰ |                             | هانس اولوف گوستا آلفون  | سوئد        | «به منظور تحقیقاتش در مورد مغناطوهیدرودینامیک، و استفاده آن در فیزیک پلاسما»                                              |
| ۱۹۷۰ |                             | لوئی نل                 | فرانسه      | «برای تحقیق درباره پادفرومغناطیس و فری مغناطیس، در فیزیک حالت جامد»                                                       |
| ۱۹۷۱ |                             | دنیس گابور              | بریتانیا    | «به منظور پیدا کردن مبانی تمام‌نگاری»                                                                                      |
| ۱۹۷۲ |                             | جان باردین              | آمریکا      | «برای ارائهٔ نظریه‌ای در بارهٔ ابررسانایی، نظریهٔ بی‌سی‌اس»                                                                     |
| ۱۹۷۲ | لئون نیل کوپر               |                         | آمریکا      | «برای ارائهٔ نظریه‌ای در بارهٔ ابررسانایی، نظریهٔ بی‌سی‌اس»                                                                     |
| ۱۹۷۲ | جان رابرت شریفر             |                         | آمریکا      | «برای ارائهٔ نظریه‌ای در بارهٔ ابررسانایی، نظریهٔ بی‌سی‌اس»                                                                     |
| ۱۹۷۳ |                             | لئو ایساکی              | ژاپن        | «کشف پدیدهٔ تونل زنی در نیمه رساناها و ابر رساناها»                                                                        |
| ۱۹۷۳ |                             | ایوار گیور              | آمریکا نروژ | «کشف پدیدهٔ تونل زنی در نیمه رساناها و ابر رساناها»                                                                        |
| ۱۹۷۳ |                             | بریان دیوید جوزفسون     | بریتانیا    | «به منظور تحقیقاتش دربارهٔ خصوصیات عبور ابر جریان از سد تونلی.»                                                            |
| ۱۹۷۴ |                             | مارتین رایل             | بریتانیا    | «به خاطر کشف تپ اخترهاو کارهای انجام گرفته در زمینهٔ نجوم رادیویی»                                                         |
| ۱۹۷۴ | آنتونی هویش                 |                         | بریتانیا    | «به خاطر کشف تپ اخترهاو کارهای انجام گرفته در زمینهٔ نجوم رادیویی»                                                         |
| ۱۹۷۵ |                             | آگه بوهر                | دانمارک     | «به منظور پیدا کردن ارتباط میان حرکت جمعی و حرکت ذره، و ایجاد نظریه‌ای دربارهٔ ساختار هستهٔ اتم»                             |
| ۱۹۷۵ | بن روی ماتلسن               |                         | دانمارک     | «به منظور پیدا کردن ارتباط میان حرکت جمعی و حرکت ذره، و ایجاد نظریه‌ای دربارهٔ ساختار هستهٔ اتم»                             |
| ۱۹۷۵ |                             | لئو جیمز رینواتر        | آمریکا      | «به منظور پیدا کردن ارتباط میان حرکت جمعی و حرکت ذره، و ایجاد نظریه‌ای دربارهٔ ساختار هستهٔ اتم»                             |
| ۱۹۷۶ |                             | برتون ریکتر             | آمریکا      | «برای کشف یک ذره بنیادی مهم.»                                                                                             |
| ۱۹۷۶ | ساموئل چائو چونگ تینگ       |                         | آمریکا      | «برای کشف یک ذره بنیادی مهم.»                                                                                             |
| ۱۹۷۷ |                             | فیلیپ وارن اندرسن       | آمریکا      | «به منظور کارهای انجام گرفته در زمینهٔ سیستم‌های مغناطیستی و سیستم‌های نامنظم.»                                              |
| ۱۹۷۷ |                             | نویل فرانسیس مات        | بریتانیا    | «به منظور کارهای انجام گرفته در زمینهٔ سیستم‌های مغناطیستی و سیستم‌های نامنظم.»                                              |
| ۱۹۷۷ |                             | جان هاسبورک وان ولک     | آمریکا      | «به منظور کارهای انجام گرفته در زمینهٔ سیستم‌های مغناطیستی و سیستم‌های نامنظم.»                                              |
| ۱۹۷۸ |                             | پیوتر کاپیتسا           | روسیه       | «به خاطر کارهایش روی فیزیک دماهای پایین.»                                                                                 |
| ۱۹۷۸ |                             | آرنو آلان پنزیاس        | آمریکا      | «به خاطر کشف تابش میکروموجی زمینهٔ کیهانی، تابش زمینهٔ کیهانی»                                                              |
| ۱۹۷۸ | رابرت وودرو ویلسون          |                         | آمریکا      | «به خاطر کشف تابش میکروموجی زمینهٔ کیهانی، تابش زمینهٔ کیهانی»                                                              |
| ۱۹۷۹ |                             | شلدون لی گلاشو          | آمریکا      | «به منظور تحقیق در مورد مدل وحدت‌یافتهٔ نیروهای ضعیف و الکترومغناطیس و به خاطر پیش‌بینی در مورد جریان‌های بی‌اثر (خنثی).»      |
| ۱۹۷۹ |                             | عبدالسلام               | پاکستان     | «به منظور تحقیق در مورد مدل وحدت‌یافتهٔ نیروهای ضعیف و الکترومغناطیس و به خاطر پیش‌بینی در مورد جریان‌های بی‌اثر (خنثی).»      |
| ۱۹۷۹ |                             | استیون واینبرگ          | آمریکا      | «به منظور تحقیق در مورد مدل وحدت‌یافتهٔ نیروهای ضعیف و الکترومغناطیس و به خاطر پیش‌بینی در مورد جریان‌های بی‌اثر (خنثی).»      |
| ۱۹۸۰ |                             | جیمز کرونین             | آمریکا      | «به خاطر کشف موارد نقض اصول تقارن بنیادی در واپاشی مزون‌های کائون خنثی.»                                                   |
| ۱۹۸۰ | وال لوگسدون فیچ             |                         | آمریکا      | «به خاطر کشف موارد نقض اصول تقارن بنیادی در واپاشی مزون‌های کائون خنثی.»                                                   |

## ۱۹۸۱–۲۰۰۰
| سال اهدا | برندگان نوبل فیزیک[الف] | برندگان نوبل فیزیک[الف] | ملیت[ب]       | بر اساس[پ] |
| -------- | ----------------------- | ----------------------- | ------------- | --- |
| ۱۹۸۱     |                         | نیکولاس بلومبرگر        | آمریکا        | برای مشارکت در مورد طیف نمایی لیزری                                                                               |
| ۱۹۸۱     | آرتور لئونارد شالو      |                         | آمریکا        | برای مشارکت در مورد طیف نمایی لیزری                                                                               |
| ۱۹۸۱     |                         | کای سیگبان              | سوئد          | برای تحقیقاتش درباره پیشبرد طیف نمایی الکترونی با تفکیک زیاد.                                                     |
| ۱۹۸۲     |                         | کنت ویلسن               | آمریکا        | برای ارائه روشی در مورد تحلیل پدیده‌های بحرانی                                                                     |
| ۱۹۸۳     |                         | سابراهمانین چاندراسکار  | هند آمریکا    | به پاس کارهایش در مورد ساختار و تحول ستاره‌ها.                                                                     |
| ۱۹۸۳     |                         | ویلیام آلفرد فاولر      | آمریکا        | به منظور بررسی درباره تشکیل عناصر شیمیایی در عالم.                                                                |
| ۱۹۸۴     |                         | کارلو روبیا             | ایتالیا       | به خاطر سهم تعیین‌کننده اش در پروژه بزرگ که به کشف ذرات میانی W و Z منجر شد.                                       |
| ۱۹۸۴     |                         | سیمون ون درمیر          | هلند          | به خاطر سهم تعیین‌کننده اش در پروژه بزرگ که به کشف ذرات میانی W و Z منجر شد.                                       |
| ۱۹۸۵     |                         | کلاوس فون کلیتسینگ      | آلمان         | به منظور پیدا کردن اثر کوانتومی هال                                                                               |
| ۱۹۸۶     |                         | ارنست روسکا             | آلمان         | برای ساختن میکروسکوپ الکترونی                                                                                     |
| ۱۹۸۶     |                         | گرد بینینگ              | آلمان         | به خاطر ساخت میکروسکوپ الکترونی تونلی روبشی، میکروسکوپ تونلی روبشی                                                |
| ۱۹۸۶     |                         | هاینریش روهرر           | سوئیس         | به خاطر ساخت میکروسکوپ الکترونی تونلی روبشی، میکروسکوپ تونلی روبشی                                                |
| ۱۹۸۷     |                         | یوهانس جرج بدنورز       | آلمان         | برای کشف ابر رسانایی گرم.                                                                                         |
| ۱۹۸۷     |                         | کارل الکساندر مولر      | سوئیس         | برای کشف ابر رسانایی گرم.                                                                                         |
| ۱۹۸۸     |                         | لیان لدرمن              | آمریکا        | به خاطر آزمایش‌هایشان با باریکه نوترینو و کشف نوترینوی موئون.                                                      |
| ۱۹۸۸     | ملوین شوارتز            |                         | آمریکا        | به خاطر آزمایش‌هایشان با باریکه نوترینو و کشف نوترینوی موئون.                                                      |
| ۱۹۸۸     | جک اشتینبرگر            |                         | آمریکا        | به خاطر آزمایش‌هایشان با باریکه نوترینو و کشف نوترینوی موئون.                                                      |
| ۱۹۸۹     |                         | نورمن فاستر رمزی        | آمریکا        | به خاطر کشفهایش در زمینه طیف نمایی تشدید اتمی، که به ساخت میرز هیدروژن و ساعت اتمی منجر شد.                       |
| ۱۹۸۹     |                         | هانس جرج دهملت          | آمریکا        | برای ارائه روشی به منظور دام اندازی اتم‌های منفرد.                                                                 |
| ۱۹۸۹     |                         | ولفگانگ پل              | آلمان         | برای ارائه روشی به منظور دام اندازی اتم‌های منفرد.                                                                 |
| ۱۹۹۰     |                         | جروم ایزاک فریدمان      | آمریکا        | به مظور پژوهشهایشان در مورد پراکنش الکترونها از هسته‌ها، که بیان‌کننده کوارک در نوکلئونهاست.                        |
| ۱۹۹۰     | هنری وی کندال           |                         | آمریکا        | به مظور پژوهشهایشان در مورد پراکنش الکترونها از هسته‌ها، که بیان‌کننده کوارک در نوکلئونهاست.                        |
| ۱۹۹۰     |                         | ریچارد ادوارد تایلور    | کانادا آمریکا | به مظور پژوهشهایشان در مورد پراکنش الکترونها از هسته‌ها، که بیان‌کننده کوارک در نوکلئونهاست.                        |
| ۱۹۹۱     |                         | پیر-ژیل دوژن            | فرانسه        | به منظور پیدا کردن آرایش مولکولها در موادی مثل بلورهای مایع، ابر رسانها، پولیمرها.                                |
| ۱۹۹۲     |                         | جورج چرپک               | فرانسه        | به منظور مشارکتش در ذره‌سنج و کارهایشان در رابطه با آشکارسازی الکترونی سریع برای ذرات پر انرژی.                    |
| ۱۹۹۳     |                         | راسل هالس               | آمریکا        | به منظور کشف نوع جدیدی از تپ‌اختر، که این کشف امکانات تازه‌ای برای مطالعهٔ جاذبه به وجود آورد.                       |
| ۱۹۹۳     | جوزف تیلور              |                         | آمریکا        | به منظور کشف نوع جدیدی از تپ‌اختر، که این کشف امکانات تازه‌ای برای مطالعهٔ جاذبه به وجود آورد.                       |
| ۱۹۹۴     |                         | برترام برکهاوس          | کانادا        | برای توسعه طیف‌سنجی نوترونی و برای مشارکت‌های پیشگام به توسعه تکنیک‌های پراکندگی نوترون برای مطالعات فیزیک ماده چگال |
| ۱۹۹۴     |                         | کلیفورد گلنوود شال      | آمریکا        | برای توسعه روش پراش نوترون و برای کمک به توسعهٔ تکنیک‌های پراکندگی نوترونی برای مطالعات فیزیک ماده چگال             |
| ۱۹۹۵     |                         | مارتین لویز پرل         | آمریکا        | برای کشف لپتون تاو و برای مشارکتهای پیشگام تجربی به فیزیک لپتون                                                   |
| ۱۹۹۵     |                         | فردریک رینز             | آمریکا        | برای شناسایی نوترینو و برای مشارکتهای پیشگام در فیزیک لپتون                                                       |
| ۱۹۹۶     |                         | دیوید موریس لی          | آمریکا        | برای کشف ابرشاره هلیوم                                                                                            |
| ۱۹۹۶     | داگلاس دین اشرفت        |                         | آمریکا        | برای کشف ابرشاره هلیوم                                                                                            |
| ۱۹۹۶     | رابرت کلمن ریچاردسون    |                         | آمریکا        | برای کشف ابرشاره هلیوم                                                                                            |
| ۱۹۹۷     |                         | استیون چو               | آمریکا        | برای توسعه دادن روش‌های سرد کردن و به دام انداختن اتم‌ها با نور لیزری                                               |
| ۱۹۹۷     |                         | کلود کوهن تانوژی        | فرانسه        | برای توسعه دادن روش‌های سرد کردن و به دام انداختن اتم‌ها با نور لیزری                                               |
| ۱۹۹۷     |                         | ویلیام دانیل فیلیپ      | آمریکا        | برای توسعه دادن روش‌های سرد کردن و به دام انداختن اتم‌ها با نور لیزری                                               |
| ۱۹۹۸     |                         | رابرت لافلین            | آمریکا        | برای کشف جدید از یک فرم مایع کوانتومی                                                                             |
| ۱۹۹۸     |                         | هورست لودویگ اشتورمر    | آلمان آمریکا  | برای کشف جدید از یک فرم مایع کوانتومی                                                                             |
| ۱۹۹۸     |                         | دانیل چی تسوئی          | آمریکا        | برای کشف جدید از یک فرم مایع کوانتومی                                                                             |
| ۱۹۹۹     |                         | خرارد توفت              | هلند          | برای مشخص کردن ساختار کوانتومی از فعل و انفعالات الکتروضعیف در فیزیک                                              |
| ۱۹۹۹     | مارتینیوس ولتمن         |                         | هلند          | برای مشخص کردن ساختار کوانتومی از فعل و انفعالات الکتروضعیف در فیزیک                                              |
| ۲۰۰۰     |                         | ژورس آلفروف             | روسیه         | برای توسعه نیمه رسانا هترواستراکچرز مورد استفاده در سرعت بالا واوپتو الکترونیک                                    |
| ۲۰۰۰     |                         | هربرت کرومر             | آلمان آمریکا  | برای توسعه نیمه رسانا هترواستراکچرز مورد استفاده در سرعت بالا واوپتو الکترونیک                                    |
| ۲۰۰۰     |                         | جک کیلبی                | آمریکا        | برای مشارکت در اختراع تراشه                                                                                       |

## ۲۰۰۱–۲۰۲۰
| سال  | برندگان نوبل فیزیک[الف] | برندگان نوبل فیزیک[الف]  | ملیت[ب]                      | بر اساس[پ] |
| ---- | ----------------------- | ------------------------ | ---------------------------- | --- |
| ۲۰۰۱ |                         | اریک آلن کرنل            | آمریکا                       | برای دستیابی به چگالش بوز-اینشتین در رقیق کردن گازها از اتم‌های قلیایی، و برای مطالعات اولیه اساسی خواص میعانات |
| ۲۰۰۱ | کارل ادوین ویمن         |                          | آمریکا                       | برای دستیابی به چگالش بوز-اینشتین در رقیق کردن گازها از اتم‌های قلیایی، و برای مطالعات اولیه اساسی خواص میعانات |
| ۲۰۰۱ |                         | ولفانگ کترله             | آلمان                        | برای دستیابی به چگالش بوز-اینشتین در رقیق کردن گازها از اتم‌های قلیایی، و برای مطالعات اولیه اساسی خواص میعانات |
| ۲۰۰۲ |                         | ریموند دیویس پسر         | آمریکا                       | برای سهم پیشگام دراخترفیزیک، به ویژه برای تشخیص نوترینوهای کیهانی                                              |
| ۲۰۰۲ |                         | ماساتوشی کوشیبا          | ژاپن                         | برای سهم پیشگام دراخترفیزیک، به ویژه برای تشخیص نوترینوهای کیهانی                                              |
| ۲۰۰۲ |                         | ریکاردو جیاکونی          | آمریکا                       | برای کمک‌های پیشگام به فیزیک نجومی، که منجر به کشف منابع اشعه کیهانی شد.                                        |
| ۲۰۰۳ |                         | آلکسی آلکسیویچ آبریکوسوف | روسیه آمریکا                 | برای کمک‌های پیشگام به تئوری ابررسانایی و ابرشاره                                                               |
| ۲۰۰۳ |                         | ویتالی لازاریویچ گینزبرگ | روسیه                        | برای کمک‌های پیشگام به تئوری ابررسانایی و ابرشاره                                                               |
| ۲۰۰۳ |                         | آنتونی جیمز لگت          | بریتانیا آمریکا              | برای کمک‌های پیشگام به تئوری ابررسانایی و ابرشاره                                                               |
| ۲۰۰۴ |                         | دیوید گراس               | آمریکا                       | برای کشف آزادی مجانبی در نظریه نیروی هسته‌ای قوی                                                                |
| ۲۰۰۴ | دیوید پولیتزر           |                          | آمریکا                       | برای کشف آزادی مجانبی در نظریه نیروی هسته‌ای قوی                                                                |
| ۲۰۰۴ | فرانک ویلچک             |                          | آمریکا                       | برای کشف آزادی مجانبی در نظریه نیروی هسته‌ای قوی                                                                |
| ۲۰۰۵ |                         | روی جی. گلوبر            | آمریکا                       | برای همکاری در نظریه کوانتومی انسجام نوری                                                                      |
| ۲۰۰۵ |                         | جان هال                  | آمریکا                       | برای مقالات خود جهت توسعه مبتنی بر لیزر، دقت طیف‌بینی، روش شانه بسامد نوری                                      |
| ۲۰۰۵ |                         | تئودور هانش              | آلمان                        | برای مقالات خود جهت توسعه مبتنی بر لیزر، دقت طیف‌بینی، روش شانه بسامد نوری                                      |
| ۲۰۰۶ |                         | جان ماتر                 | آمریکا                       | برای کشف شکل مربوط به تابش جسم سیاه و ناهمسانگردی در تابش زمینه کیهانی                                         |
| ۲۰۰۶ | جرج اسموت               |                          | آمریکا                       | برای کشف شکل مربوط به تابش جسم سیاه و ناهمسانگردی در تابش زمینه کیهانی                                         |
| ۲۰۰۷ |                         | آلبر فر                  | فرانسه                       | کشف مقاومت مغناطیسی بزرگ                                                                                       |
| ۲۰۰۷ |                         | پتر گرونبرگ              | آلمان                        | کشف مقاومت مغناطیسی بزرگ                                                                                       |
| ۲۰۰۸ |                         | ماکوتو کوبایاشی          | ژاپن                         | کشف منشأ تقارن شکسته و اثبات وجود حداقل سه دسته از کوارک‌ها در طبیعت                                            |
| ۲۰۰۸ | شیهید ماسکاوا           |                          | ژاپن                         | کشف منشأ تقارن شکسته و اثبات وجود حداقل سه دسته از کوارک‌ها در طبیعت                                            |
| ۲۰۰۸ |                         | یوایچیرو نامبو           | آمریکا                       | کشف مکانیسم شکست خود به خود تقارن در ذرات زیراتمی                                                              |
| ۲۰۰۹ |                         | چارلز کائو               | هنگ کنگ بریتانیا آمریکا      | پژوهش منجر به اختراع فیبر نوری برای مخابرات نوری                                                               |
| ۲۰۰۹ |                         | ویلارد بویل              | کانادا                       | اختراع سی سی دی یا ردیاب نور، دستگاه بارجفت‌شده                                                                 |
| ۲۰۰۹ |                         | جرج ئی. اسمیت            | آمریکا                       | اختراع سی سی دی یا ردیاب نور، دستگاه بارجفت‌شده                                                                 |
| ۲۰۱۰ |                         | آندره گایم               | روسیه هلند                   | برای آزمایش‌های پیشگامانه در رابطه با مواد دوبعدی گرافین                                                        |
| ۲۰۱۰ |                         | کنستانتین نووسلف         | روسیه بریتانیا               | برای آزمایش‌های پیشگامانه در رابطه با مواد دوبعدی گرافین                                                        |
| ۲۰۱۱ |                         | آدم ریس                  | آمریکا                       | برای کشف انبساط شتابان جهان از طریق ابرنواخترهای دوردست.                                                       |
| ۲۰۱۱ | سال پرلموتر             |                          | آمریکا                       | برای کشف انبساط شتابان جهان از طریق ابرنواخترهای دوردست.                                                       |
| ۲۰۱۱ |                         | برایان اشمیت             | آمریکا استرالیا              | برای کشف انبساط شتابان جهان از طریق ابرنواخترهای دوردست.                                                       |
| ۲۰۱۲ |                         | سرژ هاروش                | فرانسه                       | برای پیداکردن روش‌های آزمایش تک‌سیستم‌های کوانتمی                                                                 |
| ۲۰۱۲ |                         | دیوید واینلند            | آمریکا                       | برای پیداکردن روش‌های آزمایش تک‌سیستم‌های کوانتمی                                                                 |
| ۲۰۱۳ |                         | پیتر هیگز                | بریتانیا                     | برای کشف بوزون هیگز                                                                                            |
| ۲۰۱۳ |                         | فرانسوا انگلرت           | بلژیک                        | برای کشف بوزون هیگز                                                                                            |
| ۲۰۱۴ |                         | ایسامو آکاساکی           | ژاپن                         | برای ابداع دیودهای کارآمد منتشرکنندهٔ نور آبی (ال‌ای‌دی)                                                          |
| ۲۰۱۴ | هیروشی آمانو            |                          | ژاپن                         | برای ابداع دیودهای کارآمد منتشرکنندهٔ نور آبی (ال‌ای‌دی)                                                          |
| ۲۰۱۴ |                         | شوجی ناکامورا            | ژاپن آمریکا                  | برای ابداع دیودهای کارآمد منتشرکنندهٔ نور آبی (ال‌ای‌دی)                                                          |
| ۲۰۱۵ |                         | تاکاکی کاجیتا            | ژاپن                         | برای کشف نوسان نوترینو که نشان داد نوترینو دارای جرم است.                                                      |
| ۲۰۱۵ |                         | آرتور بی مک‌دانلد         | کانادا                       | برای کشف نوسان نوترینو که نشان داد نوترینو دارای جرم است.                                                      |
| ۲۰۱۶ |                         | دیوید جی تاولس           | بریتانیا آمریکا              | برای کشف نظری تغییر حالت‌های توپولوژیکی و حالت‌های توپولوژیکی ماده.                                              |
| ۲۰۱۶ | دانکن هالدین            |                          | بریتانیا آمریکا              | برای کشف نظری تغییر حالت‌های توپولوژیکی و حالت‌های توپولوژیکی ماده.                                              |
| ۲۰۱۶ | جان مایکل کوسترلیتز     |                          | بریتانیا آمریکا              | برای کشف نظری تغییر حالت‌های توپولوژیکی و حالت‌های توپولوژیکی ماده.                                              |
| ۲۰۱۷ |                         | راینر وایس               | آلمان آمریکا                 | برای آشکارسازی خیزابه‌های گرانشی و رصدخانه موج گرانشی تداخل لیزری (آشکارساز لایگو).                             |
| ۲۰۱۷ |                         | کیپ تورن                 | آمریکا                       | برای آشکارسازی خیزابه‌های گرانشی و رصدخانه موج گرانشی تداخل لیزری (آشکارساز لایگو).                             |
| ۲۰۱۷ | بری بریش                |                          | آمریکا                       | برای آشکارسازی خیزابه‌های گرانشی و رصدخانه موج گرانشی تداخل لیزری (آشکارساز لایگو).                             |
| ۲۰۱۸ |                         | آرتور اشکین              | آمریکا                       | برای نوآوری در زمینه «فیزیک لیزر»، به ویژه انبرک نوری و کاربرد آن در سیستم‌های بیولوژیکی.                       |
| ۲۰۱۸ |                         | ژرار مورو                | فرانسه                       | برای نوآوری‌های نوآورانه در زمینه «فیزیک لیزر»، به ویژه روش منحصربه‌فرد تولید «پالس‌های نوری نازک با شدت بالا».   |
| ۲۰۱۸ |                         | دانا استریکلند           | کانادا                       | برای نوآوری‌های نوآورانه در زمینه «فیزیک لیزر»، به ویژه روش منحصربه‌فرد تولید «پالس‌های نوری نازک با شدت بالا».   |
| ۲۰۱۹ |                         | جیم پیبلس                | کانادا · ایالات متحده آمریکا | «کشفیات نظری در زمینه کیهان شناسی فیزیکی»                                                                      |
| ۲۰۱۹ |                         | میشل مایور               | سوئیس                        | «کشف سیاره فراخورشیدی پگاسی۵۱ در اطراف ستاره‌ای شبیه خورشید»                                                    |
| ۲۰۱۹ | دیدیه کلاز              |                          | سوئیس                        | «کشف سیاره فراخورشیدی پگاسی۵۱ در اطراف ستاره‌ای شبیه خورشید»                                                    |
| ۲۰۲۰ |                         | راجر پنروز               | بریتانیا                     | «کشف ارتباط تشکیل سیاهچاله و نظریه نسبیت عام»                                                                  |
| ۲۰۲۰ |                         | راینهارد گنتزل           | آلمان                        | «کشف شیء فشرده با جرم بسیار بالا در مرکز کهکشان راه شیری»                                                      |
| ۲۰۲۰ |                         | آندره‌آ ام. گز            | ایالات متحده آمریکا          | «کشف شیء فشرده با جرم بسیار بالا در مرکز کهکشان راه شیری»                                                      |

## ۲۰۲۱–۲۰۳۰
| سال اهدا | برندگان نوبل فیزیک[الف] | برندگان نوبل فیزیک[الف] | ملیت[ب]                    | بر اساس[پ] | منابع                   |
| -------- | ----------------------- | ----------------------- | -------------------------- | --- | ----------------------- |
| ۲۰۲۱     |                         | سیوکورو مانابه          | ژاپن · ایالات متحده آمریکا | «برای مدل‌سازی‌های مرتبط با تغییرات اقلیمی و گرمایش زمین»                                                       | [ ۱۲۰ ]                 |
| ۲۰۲۱     |                         | کلاوس هسلمان            | آلمان                      | «برای مدل‌سازی‌های مرتبط با تغییرات اقلیمی و گرمایش زمین»                                                       | [ ۱۲۰ ]                 |
| ۲۰۲۱     |                         | جیورجیو پاریسی          | ایتالیا                    | «برای کشف اثر متقابل پدیده‌های به‌هنجار و نامنظم و نوسانات در سامانه‌های فیزیکی از مقیاس اتمی تا سیاره ای»       | [ ۱۲۰ ]                 |
| ۲۰۲۲     |                         | آلن اسپکت               | فرانسه                     | «برای آزمایش‌های تجربی بر روی فوتون‌های درهم‌تنیده، اثبات شکست نامساوی‌های بل و پیشگامی برای علم اطلاعات کوانتمی» | [ ۱۲۱ ]                 |
| ۲۰۲۲     |                         | جان کلاوسر              | ایالات متحده آمریکا        | «برای آزمایش‌های تجربی بر روی فوتون‌های درهم‌تنیده، اثبات شکست نامساوی‌های بل و پیشگامی برای علم اطلاعات کوانتمی» | [ ۱۲۱ ]                 |
| ۲۰۲۲     |                         | آنتون زیلینگر           | اتریش                      | «برای آزمایش‌های تجربی بر روی فوتون‌های درهم‌تنیده، اثبات شکست نامساوی‌های بل و پیشگامی برای علم اطلاعات کوانتمی» | [ ۱۲۱ ]                 |
| ۲۰۲۳     |                         | آن لوییلیه              | سوئد                       | «برای روش‌های تجربی که پالس‌های اتوثانیه‌ای نور را برای مطالعه دینامیک الکترون در ماده تولید می‌کنند»             | [ ۱۲۲ ] [ ۱۲۳ ] [ ۱۲۴ ] |
| ۲۰۲۳     |                         | فرنتس کراوس             | آلمان                      | «برای روش‌های تجربی که پالس‌های اتوثانیه‌ای نور را برای مطالعه دینامیک الکترون در ماده تولید می‌کنند»             | [ ۱۲۲ ] [ ۱۲۳ ] [ ۱۲۴ ] |
| ۲۰۲۳     |                         | پیر آگوستینی            | فرانسه                     | «برای روش‌های تجربی که پالس‌های اتوثانیه‌ای نور را برای مطالعه دینامیک الکترون در ماده تولید می‌کنند»             | [ ۱۲۲ ] [ ۱۲۳ ] [ ۱۲۴ ] |
| ۲۰۲۴     |                         | جان هاپفیلد             | ایالات متحده آمریکا        | «به‌خاطر اکتشافات و اختراعات اساسی که یادگیری ماشین را با شبکه‌های عصبی مصنوعی امکان‌پذیر می‌کند»                 | [ ۱۲۵ ]                 |
| ۲۰۲۴     |                         | جفری هینتون             | بریتانیا کانادا            | «به‌خاطر اکتشافات و اختراعات اساسی که یادگیری ماشین را با شبکه‌های عصبی مصنوعی امکان‌پذیر می‌کند»                 | [ ۱۲۵ ]                 |

۱۹۰۱–۱۹۲۰ ·
۱۹۲۱–۱۹۴۰ ·
۱۹۴۱–۱۹۶۰ ·
۱۹۶۱–۱۹۸۰ ·
۱۹۸۱–۲۰۰۰ ·
۲۰۰۱–۲۰۲۰ ·
۲۰۲۱–۲۰۳۰